# محمدبن ابوالساج
محمد بن ابی الساج معروف به محمد افشین (متوفی در ۹۰۱ میلادی) فرزند ابولساج دیوداد، یک فرمانده ایرانی منصوبِ خلیفه عباسی المعتضد بالله و بنیانگذار سلسله اُمرای ساجی و حاکم آذرآبادگان، از ۸۸۹میلادی یا ۸۹۰ تا زمان مرگش بود.
در سال ۸۸۹ یا ۸۹۰ میلادی برادر و نایب خلیفه معتمد، موفق، محمدافشین را به عنوان والی آذربایجان منصوب کرد. اولین چالش او در شورش عبدالله بن الحسن بن الحمدانی، شورشی که کنترل مراغه را به دست گرفته بود، رخ داد. محمدافشین در سال ۸۹۳ میلادی او را متقاعد کرد که تسلیم شود، اما زمانی که عبدالله این کار را انجام داد توسط ساجیان اعدام شد. مراغه پس از آن به پایتختی محمدافشین تبدیل شد، اگرچه او معمولاً در بردع اقامت داشت.